# Jabril Trawick
Jabril Trawick (Jenkintown, 17 giugno 1992) è un ex cestista statunitense.